# Het hek van de dam (televisieprogramma)
Het hek van de dam is een Nederlands televisieprogramma dat wordt uitgezonden door SBS6. Het is gebaseerd op het Duitse WDR-programma Mit Bock durchs Land en het format heeft de internationale titel Sheep and Celebrities.

## Format
Twee bekende Nederlanders lopen onder leiding van een schaapherder met een kudde mee en assisteren bij het schapenhoeden. De gebieden waar ze doorheen lopen worden beheerd door Natuurmonumenten. Tijdens de tocht met de kudde ontstaan persoonlijke gesprekken tussen de twee BN'ers en leren ze elkaar beter kennen.

## Afleveringen
| Seizoen 1 (2020) |                                     |                   |             |
| Nr.              | Aflevering                          | Uitzenddatum      | Kijkcijfers |
| 1                | Rachel Hazes en Bram Moszkowicz     | 21 augustus 2020  | 218.000     |
| 2                | Olcay Gulsen en Ruud de Wild        | 28 augustus 2020  | 169.000     |
| 3                | Wibi Soerjadi en Martijn Koning     | 4 september 2020  | 160.000     |
| 4                | Tineke Schouten en Bert van Leeuwen | 11 september 2020 | 75.000      |
| 5                | Wilfred Genee en Britt Dekker       | 18 september 2020 | 130.000     |